# Episodi di Lip Service (seconda stagione)

## Lip Service - Primo Episodio - S02E01
In questo episodio Cat e Sam sono state in vacanza in Brasile. Frankie si sente trascurata, ma poi continua ad essere l'amante di Cat, all'insaputa di tutto il resto del gruppo. Tess inizia a conoscere i suoi colleghi a teatro, tra i quali risaltano Hugh, uomo pieno di rimpianti per il suo passato, sia come attore, che per i problemi con la sua ex moglie, dalla parte di Tess come amico, e Nora, donna eogista ed estremamente invidiosa di Tess, che cercherà di farla sfigurare in ogni momento, pur mostrandosi gentile e disponibile davanti agli altri. Frankie scopre che sua madre ha un marito e dei figli, ai quali vuole nascondere tutto su di lei, quindi si incontrano di nascosto. Cat è nervosa e stressata per la sua relazione nascosta: Jay in ufficio per incoraggiarla e rilassarla la convince a fumare marijuana, ma poi scoprono che proprio quel giorno hanno dei clienti che giungono dagli Stati Uniti, per il quali devono fare una presentazione di lavoro. Nonostante tutto riescono a farla, anche se in stato confusionale. Incredibilmente i clienti restano estasiati e convinti.  La relazione tra Tess e Fin, la sua ex vicina di casa, non procede bene, quest'ultima è troppo legata alle sue amiche calciatrici, passando più tempo con loro che con Tess (che di calcio non sa nulla). Inoltre, l'appartamento dove stavano Frankie e Tess nella prima serie non è più di loro proprietà. Frankie incontra Sadie per caso rimproverandola che improvvisamente hanno iniziato a chiedere loro l'affitto, troppo caro per loro; lei spiega che nel suo ufficio avevano scoperto che aveva lasciato l'appartamento a due sue amiche per cui l'hanno licenziata. Più avanti si scoprirà che è disoccupata e costretta a dormire in auto. Nella ricerca di una nuova coinquilina arriva Lexie, della quale Tess rimane invaghita, fin dal primo istante. Frankie la conosceva già e non erano rimaste in buoni rapporti, ma grazie a Tess diventa la nuova coinquilina.

## Lip Service - Secondo Episodio -S02E02
Il secondo episodio festeggia il compleanno di Cat. Dopo che Sam è andata al lavoro, Cat si reca a casa di Frankie. Dopo aver fatto l'amore, Cat riceve in regalo un braccialetto con le loro iniziali. Lexy lavora in ospedale, e parla con il suo amico Declan dei rapporti con le sue coniquiline. Si capisce che inizia ad essere interessata da Sam, conosciuta qualche sera prima, ma sa che è fidanzata. Il suo collega intanto, anche lui gay, confida che è attratto dal radiologo. Cat e Frankie vengono scoperte da Tess, che rimane scioccata. Cat è sconvolta, ma Frankie le dice che parlerà con Tess per mettere a posto le cose. Mentre si sta recando al lavoro, Cat è preoccupatissima: riceve un sms dove è scritto che Tess non lo dirà a nessuno, ma per leggerlo non guarda la strada per cui viene investita da un'auto. Portata in ospedale Lexy la riconosce, fanno il possibile per salvarla, ma alla fine Cat muore. Sam viene a sapere subito dell'incidente da un collega e si precipita in ospedale. Frankie era andata con Sadie a fare un lavoro fotografico fuori Glasgow, ma le si rompe il cellulare, per cui viene a sapere dell'incidente per ultima. Sconvolta e piena di sensi di colpa, non riesce a restare al funerale per più di cinque minuti. Sadie prova a consolarla e dormono insieme. Frankie per cercare consolazione va da sua madre, ma questa è con la sua famiglia e la caccia via.

## Lip Service - Terzo Episodio - S02E03
Nel corso del terzo episodio, Lexy incontra Sam mentre fa jogging, così decidono di andare correre insieme. Lexy al lavoro inizia a essere perseguitata da uno stalker con chiamate anonime e un bigliettino con scritto "so cos'hai fatto".  Frankie viene ricontattata da sua madre che cerca di riallacciare i rapporti, ma capisce che lei non si esporrà mai abbastanza per aiutare la figlia o per avere un rapporto normale con lei. Quindi, delusa e disperata,  decide di andarsene e ritornare a New York. Se ne stava andando senza salutare nessuno, dicendolo solo a Sadie perché era nella sua stanza, ma Tess arriva in tempo a salutarla. Anche Jay si è trasferito a Londra e da quest'episodio non si vedranno più nella serie. Sadie diventa la nuova coinquilina di Lexy e Tess. Sadie ha un colloquio con una donna in una casa editrice, capisce che è lesbica e la seduce. Incontra in discoteca una ragazza italiana e finiscono a letto insieme. Lexy invece va a letto con una sua amica, Bea. Cerca di fare poco rumore per rispetto verso Tess, invece Sadie lo fa senza ritegno. Poi si scuserà con Tess e sarà molto gentile con lei. Sam inizia a sospettare che Cat la tradisse con Frankie. A fine episodio ha un attacco di panico e le manca il respiro.

## Lip Service - Quarto Episodio - S02E04
Nel corso del quarto episodio, Sadie ha trovato lavoro come cameriera, ma in un locale che lei odia. Qui reincontra la donna editrice, così finiscono ancora a letto insieme. Questa donna, successivamente, la invita ad una festa quella stessa sera, festa durante la quale può trovare contatti per un altro lavoro. Sadie, accetta, ritrovandosi a lavorare con la moglie dell'editrice. Lexy e Sam iniziano ad uscire come amiche: passano una piacevole serata, e Sam le consiglia di tenere un diario dove segnare tutte le azioni che lo stalker sta facendo contro di lei. Mentre Lexi e Sam si trovano in un locale, Sam ha un attacco di panico, ma Lexy riesce a calmarla. Lexi promette a Sam che non dirà a nessuno dell'attacco di panico. Tess decide di provarci con Lexy e la invita ad uscire una sera, ma lei se ne dimentica, prendendo un impegno con Bea, che non manterrà. Così Tess esce con Ed e Nora, che, con suo grande disappunto, hanno iniziato a frequentarsi dopo che lei li aveva presentati. Qui incontra un'amica di Nora, Meg. Inizialmente Tess anche se trova Meg stupida e insopportabile, decide di andarci comunque a letto insieme, ma giunte a casa sua ci ripensa, fingendo di star male. Lexy interviene a darle corda facendole un controllo. Sam ha scoperto che Cat era andata da Frankie quella mattina e capisce la verità, infuriata va a casa loro, trova Lexy che cerca di consolarla, si baciano, ma Lexy la rifiuta, dicendole "non lo voglio, non così" e Sam se ne va arrabbiata.

## Lip Service - Quinto Episodio - S02E05
Sam torna in casa e affronta Tess, rimproverandola di non averle detto di Cat e Frankie, Lexy la difende, e Sam se la prende anche con lei. Sadie è l'unica che mantiene la calma ("mi spiace davvero ma ci sono due colpevoli e nessuno dei due è più qui") e capisce il triangolo che si sta creando tra le due con Lexy. Lexy al lavoro scopre che lo stalker è il marito di Bea: la sta minacciando perché finisca la relazione con sua moglie, e scopre che hanno una figlia piccola. Sconvolta torna a casa e Tess è lì per consolarla, inizia a crearsi un legame tra le due, poi Sadie torna a casa e raffredda la situazione. Sadie riesce a tenere in piedi la relazione con Lauren, la donna del suo capo, anche se stavano per essere scoperte. Sam al lavoro deve interrogare un tossico e finisce per arrabbiarsi e picchiarlo. Ed è a una presentazione del suo libro, invita tutti ad andarci, ma Sam rifiuta dicendogli di Cat e Frankie. Tess ha una relazione con Lexy e spera di stare un po' da sola con lei, ma ci sono anche Nora e Meg, Tess allora va sul tetto per non vedere Meg, Lexy la raggiunge, le cose sembrano funzionare quando Hugh, il suo collega attore la chiama pregandola di andare con lui in un posto. Lei accetta solo perché capisce che è ubriaco e disperato. Infatti si recano a casa della ex moglie di lui, alla quale rompe un vaso, la donna ritorna col suo nuovo uomo, un attore di successo, e Hugh impazzisce di gelosia, e Tess si trova bloccata in mezzo a tutto questo. Torna giusto in tempo per assistere di nascosto ad un litigio tra Ed e Nora, che ha fatto di tutto per mettersi in luce nonostante fosse un avvenimento in onore di lui, e si lasciano, lui le rinfaccia che "Tess aveva ragione su di te, sei una stronza egocentrica", così lei viene a sapere che la sua collega non la sopporta. Sam incontra una ragazza in un locale e la porta a casa sua, ma poi finisce per trattarla male e la fa andare via. Tess torna a casa e trova Lexy addormentata sul divano, le prende una coperta e lei le dice "sei adorabile" e si sorridono.

## Lip Service - Sesto Episodio - S02E06
È il gran giorno per Tess, la sera della prima del suo spettacolo. Lexy è molto carina con lei e le fa un regalo. Nel frattempo, Sam e Lexy si incontrano per strada cercando di chiarirsi, ma Sam continua a rimanere fredda. A teatro Hugh non riesce a concentrarsi e pensa solo alla moglie, inoltre Nora cerca, in ogni modo, di rovinare Tess. Sam deve coordinare una retata importante ed è tesa, nel momento critico andrà bene, ma subito dopo ha un attacco di panico, così e un suo collega viene ferito. Lexy interviene per il suo amico Declan, riuscendo a convincere il radiologo a uscire con lui. Declan a sua volta fa capire a Lexy che dovrebbe lasciar perdere Sam e provarci con Tess, davvero interessata a lei. Sadie sul lavoro trova in bagno un elegante orologio da donna, non pensando che era di una collega importante che era stata lì poco prima: inconsapevolmente lo prende per poi regalarlo a Lauren, invitandola ad uno spettacolo teatrale. Ma Lauren non ci andrà, rimarrà a casa con due sue amiche di sua moglie, una delle due è quella che ha perso l'orologio, litigherà per questo con Sadie e si lasceranno. Lexy è davvero felice allo spettacolo di Tess, ma durante l'intervallo riceve un messaggio sulla segreteria di Sam, capisce che è sconvolta per qualcosa, per cui lascia lo spettacolo e si reca rapidamente verso casa sua. Da lì si baciano e fanno l'amore. Lo spettacolo di Tess nonostante i tentativi di Nora è un successo, Tess viene acclamata da tutti come una grande attrice. Tess trova un messaggio di Lexy che si scusa e dice che l'hanno chiamata dall'ospedale. Sadie, infuriata per quello che è successo con Lauren, ruba tutti i soldi della galleria d'arte dove lavora e scappa con una sua amica. Tess tornata a casa non trova Lexy, la chiama e le chiede se è ancora in ospedale, lei mente rispondendo di sì. Tess si stende sul letto di Lexy pensando a lei.